# Tamrac
Tamrac è un'azienda statunitense produttrice di equipaggiamento di tipo fotografico che in tempi recenti ha esteso la sua produzione anche a borse di protezione per computer.

## Storia

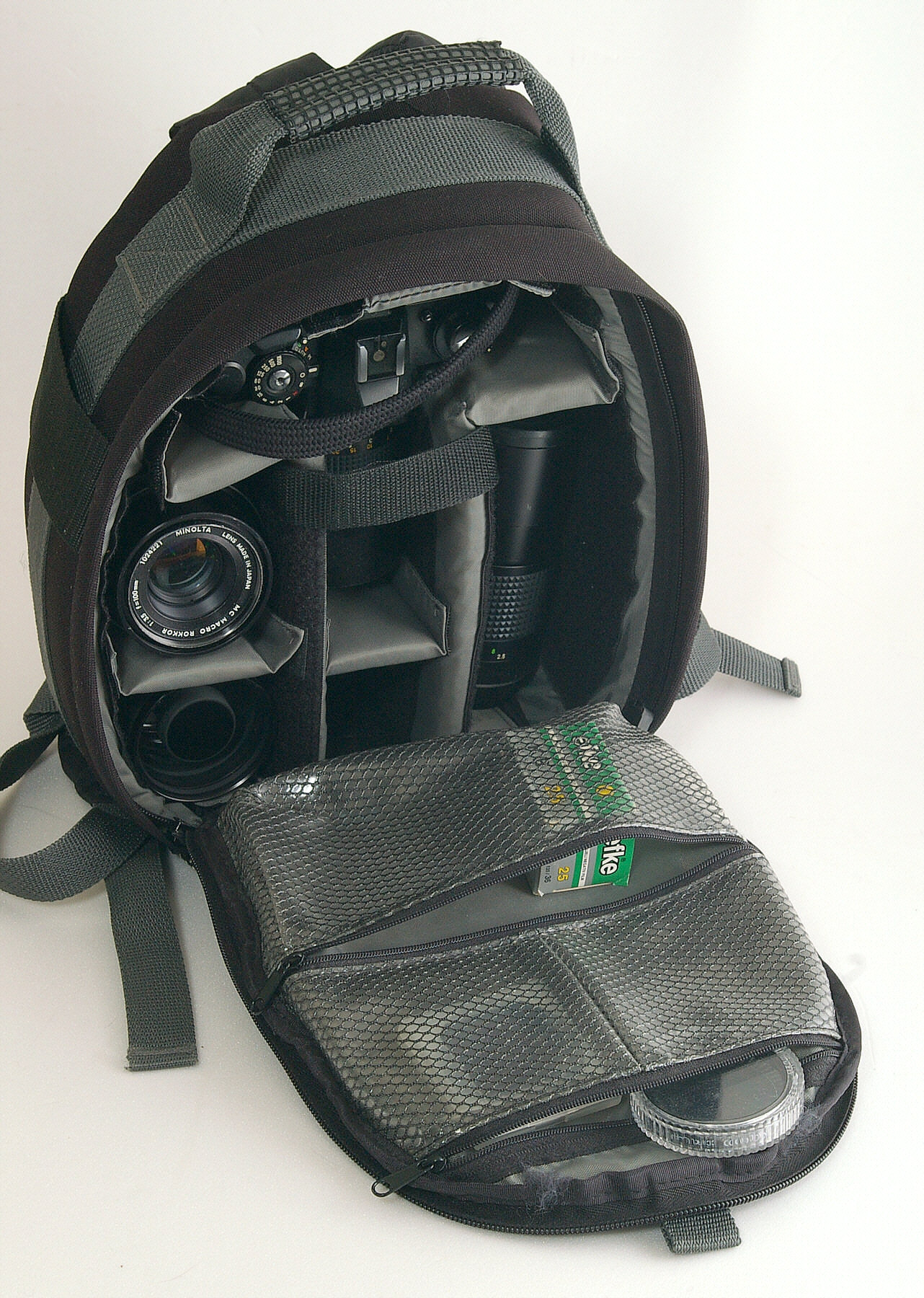
zaino fotografico Tamrac

L'azienda è nata nel 1977 su iniziativa di un gruppo di fotoamatori naturalisti che necessitavano di trasportare e proteggere la loro strumentazione fotografica durante le escursioni delle loro sessioni fotografiche. Non avendo trovato aziende che producessero accessori adatti allo scopo nacque l'idea di produrre le attrezzature in maniera amatoriale. Successivamente, visti gli ottimi risultati ottenuti, si pensò di trasformare la produzione in un'attività redditizia. Il nome Tamrac deriva dal nome di un pino californiano. Il nome venne conferito all'azienda per sottolineare la capacità degli accessori prodotti di resistere alle condizioni aspre e selvagge della natura.
La sede aziendale attuale si trova a Chatsworth in California.